# Гвајана
Гвајана (енгл. Guyana) или званично Кооперативна Република Гвајана је држава у Јужној Америци, смештена на северу континента на обали Атлантског океана. На западу граничи са Венецуелом, на југу са Бразилом и на истоку са Суринамом.

## Географија

### Положај
Државе са којима се Гвајана граничи су: Бразил, Суринам и Венецуела. Површина државе износи 214.970

### Геологија и рељеф
Гвајана се састоји од три географске регије: уске и плодне обалне низије у којој живи већина становништва; појаса белог пешчаног тла који је у унутрашњости покривен џунглом и садржи главни део рудних богатстава земље и брдовите унутрашњости која се издиже према бразилској граници, а у њој се налази и највиши врх земље, Рораима (2835 m) на тромеђи Гвајане, Бразила и Венецуеле.

### Воде
Највеће ријеке су Есекибо, Демерара, Бербице и Корентуне на граници са Суринамом. На ушћу Есекиба налази се неколико већих острва.

### Гранични спорови
Гвајана је у пограничном спору са Суринамом, који тврди да је област источно од леве обале Корентинске реке и Нове реке у југозападном Суринаму, и са Венецуелом која тврди да је земља западно од реке Есекибо, некад холандска колонија Есекибо део Венецуеланског Гвајанског Есекиба. Поморска компонента територијалног спора са Суринамом је делом последица Конвенције Уједињених народа о праву мора, и пресуда је објављена 21. септембра 2007. Пресудом по питању Карипског мора северно од обе нације је утврђено да су обе стране прекршиле уговорне обавезе и компензација није додељена ни једној страни.

### Клима
Клима је тропска, углавном врућа и влажна, а уз обалу је ублажавају североисточни пасати. Кишна раздобља су од маја до средине августа и од средине новембра до средине јануара.

## Историја
У време доласка првих Европљана на подручје Гвајане око године 1500. овде су живела индијанска племена Аравак и Кариб. Иако је Гвајану први открио Кристифор Колумбо на свом трећем путовању 1498. године, Холанђани су први основали већа насеља почетком 17. века и то три одвојене колоније, Есекибо (1616), Бербице (1627) и Демерара (1752), а крајем 18. века подручјем је завладала Уједињено Краљевство (Холанђани су формално препустили колоније 1814). Године 1831. све су три уједињене у Британску Гвајану.
Укидање ропства 1834. довело је до насељавања црнаца у урбаним подручјима и доласка најамних радника из Индије, Кине и Португалије за рад на плантажама шећерне трске.
Етничко-културна подела међу скупима задржала се до данас и у гвајанској историји понекад је била извор политичких размирица. Земља је постала независна 1966. задржавши чланство у Комонвелту, а 1970. је у склопу заокрета према социјалистичком уређењу привреде службено проглашена Кооперативном (то јест самоуправном) Републиком.

## Становништво
Постоје три највеће групе становништва Индијци (50%) који углавном живе на селу, црнци (око 40%), становници градова, и Амерички Индијанци (4 – 7%). Верске поделе углавном се подударају са етничким тако да су становници индијског порекла углавном хиндуисти, а има и нешто муслимана, док црнци већим делом припадају хришћанству, највише англиканству.
Због значајних миграција становништва, Гвајана има негативну стопу раста броја становника. Густе гвајанске прашума коју иначе насељавају домородачке заједнице, је неприступачна за насељавање, па стога земљу претежно насељавају на приобаљу, која је богата обрадивим површинама. Генерално, густина насељености у Гвајани је мала. 45.700 држављана Гвајане говори неки од домородачких језика као материњи, а најраспрострањенији су мачуши (18.000), вапишана (13.000) и капонг (10.000).

## Привреда
Најважније привредне активности су добијање шећера из шећерне трске, рударство (вади се боксит и злато) и шумарство. Многе велике фабрике су у страном власништву. Привредни раст зависи од цена неколико кључних извозних производа на светском тржишту.
БДП је за 2004. процењен на 3.800 долара по становнику, мерено по ППП-у.